# Tomate frito
La salsa de tomate frito es una preparación culinaria típica de la gastronomía de España, que en esencia consiste en freír tomates en la sartén con aceite de oliva a fuego lento. Frecuentemente, se incluyen ajos y cebollas también, y azúcar para restarle acidez. Es una de las preparaciones más básicas, populares y extendidas de la cocina española, y se puede encontrar como ingrediente en una amplia gama de platos típicos. El tomate frito, por lo general, no es considerado una salsa para mojar sino una base para cocinar una multitud de guisos de arroz, pescado, carne, lentejas, rellenos etc. 
En España se le conoce simplemente como salsa de tomate para distinguirse del kétchup con el cual no se debe confundir. Estudios nutricionales asocian el tomate frito en aceite de oliva con un menor riesgo de sufrir enfermedades cardiovasculares, pues la cocción a fuego lento libera licopenos que reducen el riesgo de cáncer, especialmente de próstata.

## Freír el tomate
La principal diferencia con otras salsas de tomate del mundo es que la salsa española está frita. El aceite usado es el aceite de oliva. La cantidad promedio de grasa de un tomate triturado apenas llega a los 0.1 g por cada 100 g, mientras que el tomate frito ronda los 5.3 g. El tomate frito aporta alrededor de 80 calorías por cada 100 g.

### Cambios químicos
Ciertos minerales, vitaminas y otros micronutrientes del tomate se pierden cuando son sometidos al calor. Esto ocurre con todas las hortalizas. Sin embargo, la cocción también conlleva varios beneficios; entre ellos, se ha observado un aumento de las propiedades funcionales del licopeno. Dicho de otra manera, friendo el tomate se potencian sus efectos antioxidantes.
Una investigación llevada a cabo en la Universidad Politécnica de Valencia, estudió la actividad del Lactobacillus reuteri en el sistema digestivo cuando se mezclaba con tomate frito y con tomate crudo. La conclusión fue clara: los beneficios probióticos se mantenían más cuando el tomate estaba freído, gracias precisamente a los mencionados efectos antioxidantes del licopeno. 
Sobre el tiempo de cocción necesario, un estudio en la Universidad de Barcelona, demostró que el tiempo idóneo era de sesenta minutos a fuego muy lento; La combinación de cebolla, rica en polifenoles, el aceite de oliva y el tomate, aumentaba la biodisponibilidad de todos los compuestos antioxidantes. En boca de Rosa M. Lamuela, coordinadora de la investigación: «comparando tomate crudo, tomate cocinado sin aceite y tomate cocinado con aceite de oliva virgen, demostramos que esta última opción es la mejor porque con ella obtenemos más antioxidantes en plasma y las moléculas antiinflamatorias están más activadas».

## Preparación

### Ingredientes
- Tomates, idealmente tipo pera, y deben estar muy maduros. El chef Ramón Freixa recomienda variedades muy carnosas y con pocas semillas, como la corazón de buey o rosa de Barbastro.[8] Se cortan en trozos grandes y se les quita piel y semillas;
- El aceite de oliva, un ingrediente esencial de la cocina mediterránea;
- Cebolla y dientes de ajo, ambos picados, que principalmente aportan sabor al aceite, por lo que se fríen en primer lugar;
- En ocasiones se agrega azúcar, sobre todo si se usan tomates industriales, para restar acidez. Para una dieta baja en azúcares, el edulcorante también sirve. Los tomates de verano, crecidos en huerta y muy maduros (que se dejan madurar en mata), no necesitan azúcar. El pH promedio del tomate industrial se sitúa entre los 4,2 y 4,4.[9]

A estos ingredientes básicos se pueden agregar muchos otros según el gusto de cada hogar: perejil, hojas de laurel, pimienta, pimiento verde, zanahoria, etc.  A veces también se agrega cubo de caldo en polvo, aunque esto no es recomendable puesto que es un ultraprocesado, y su componente principal es el glutamato monosódico.

### Cocción
Sobre cuándo quitarle la piel al tomate, se puede quitar antes o después de la cocción; si se quita previamente, solo basta con hacerles con el cuchillo dos pequeñas incisiones en forma de cruz en el pedúnculo y escaldarlos por un minuto en agua hirviendo. Tras esto, la piel se retira fácilmente. Si se quita posteriormente, se debe pasar el tomate frito por un pasapurés o chino. Las semillas también se deben retirar.
En una cazuela con generoso aceite caliente, se dora los ajos y cebollas por unos minutos. Se agregan los tomates y se deja cocer a fuego lento, tapado y removiendo cada tanto, por lo menos 1h, o hasta que se reduzca el líquido. 

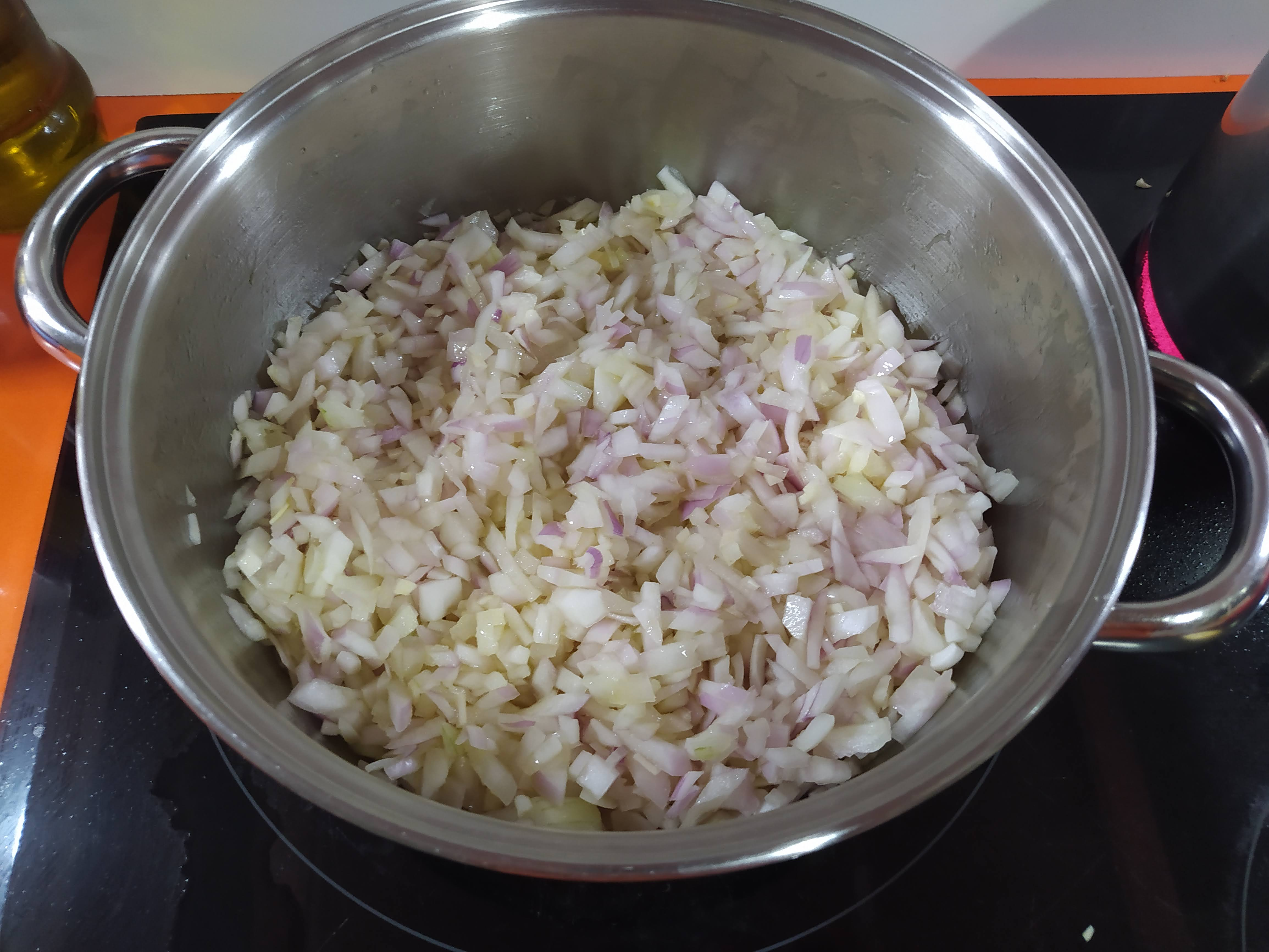
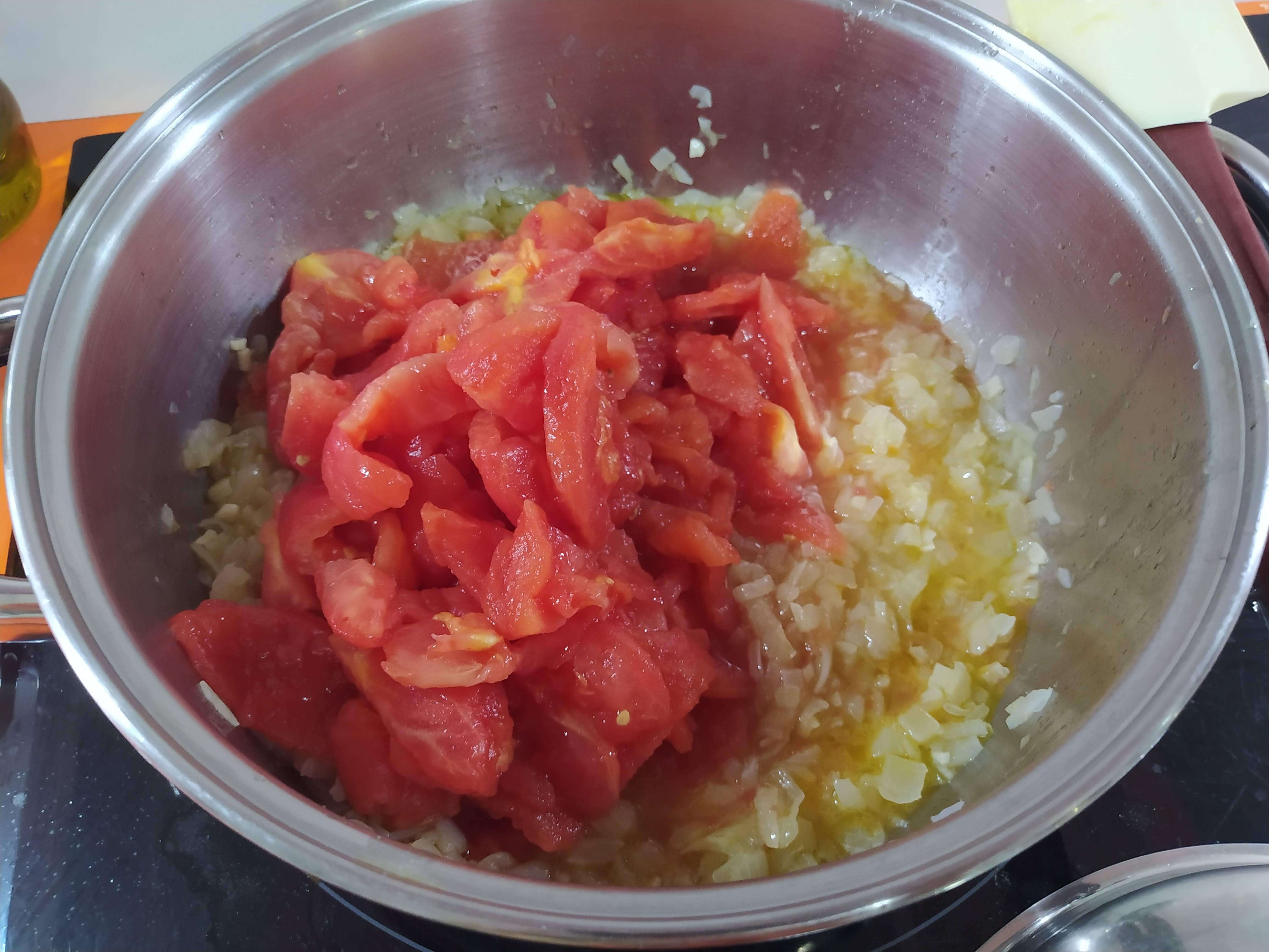
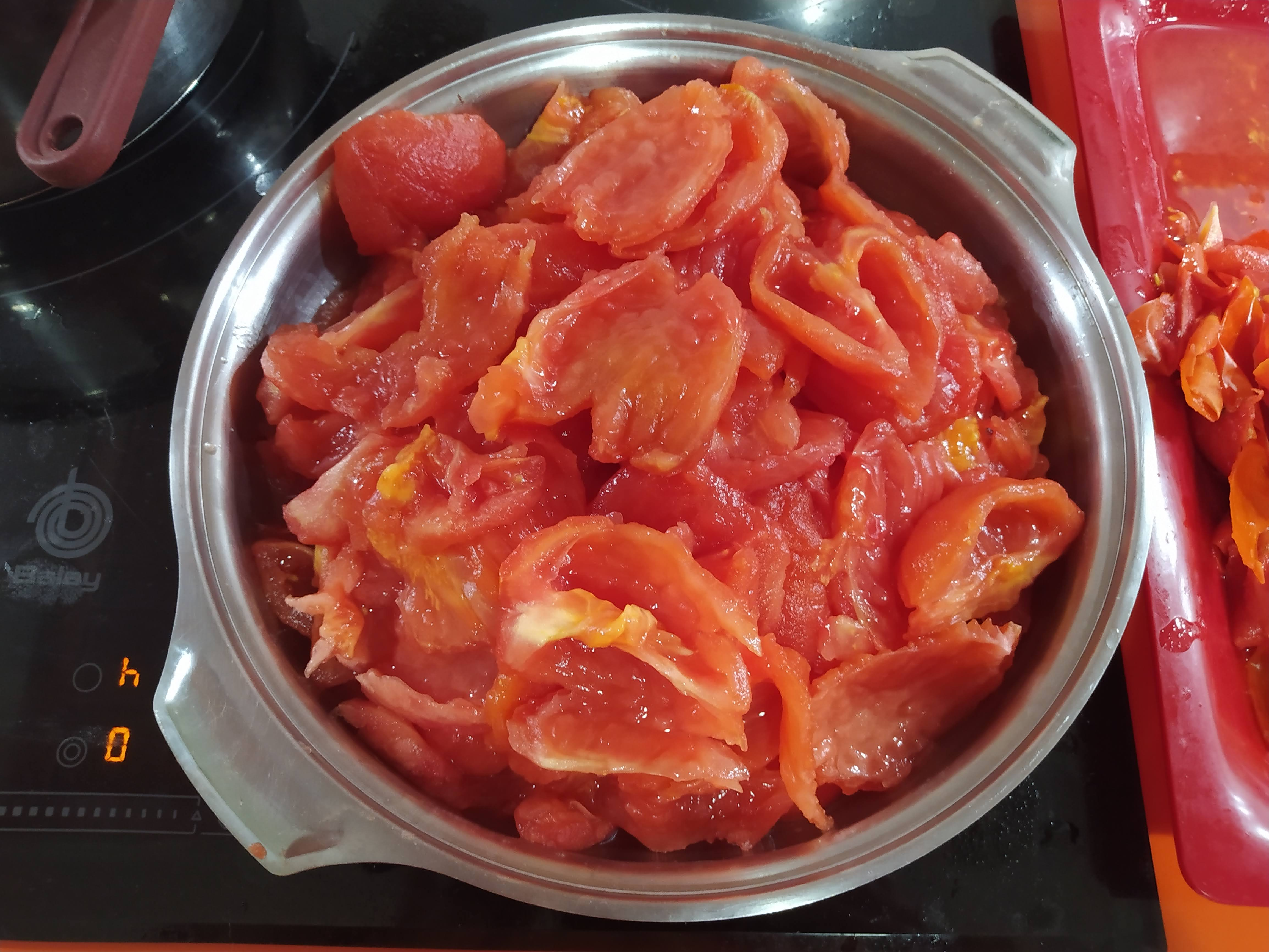
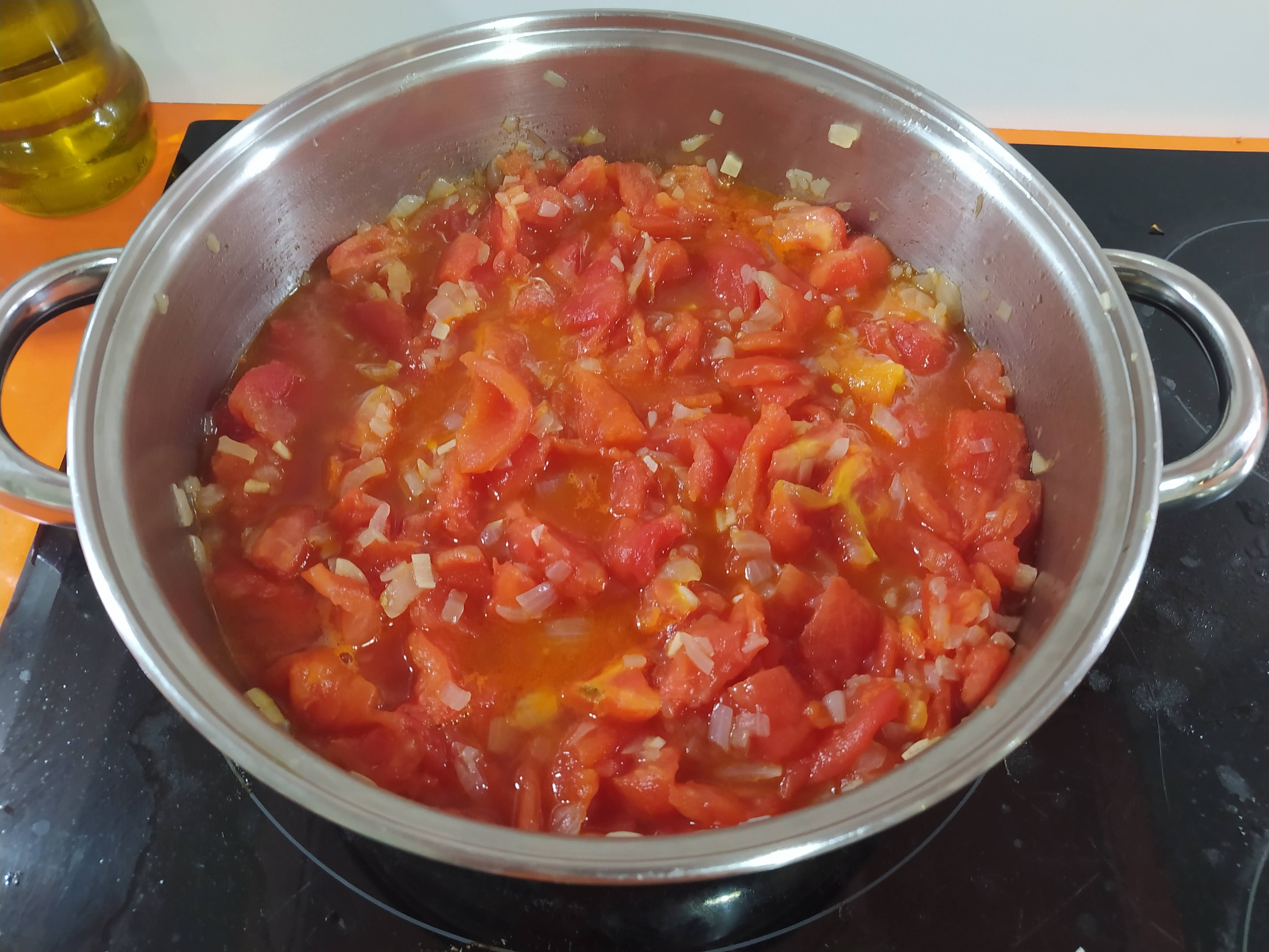
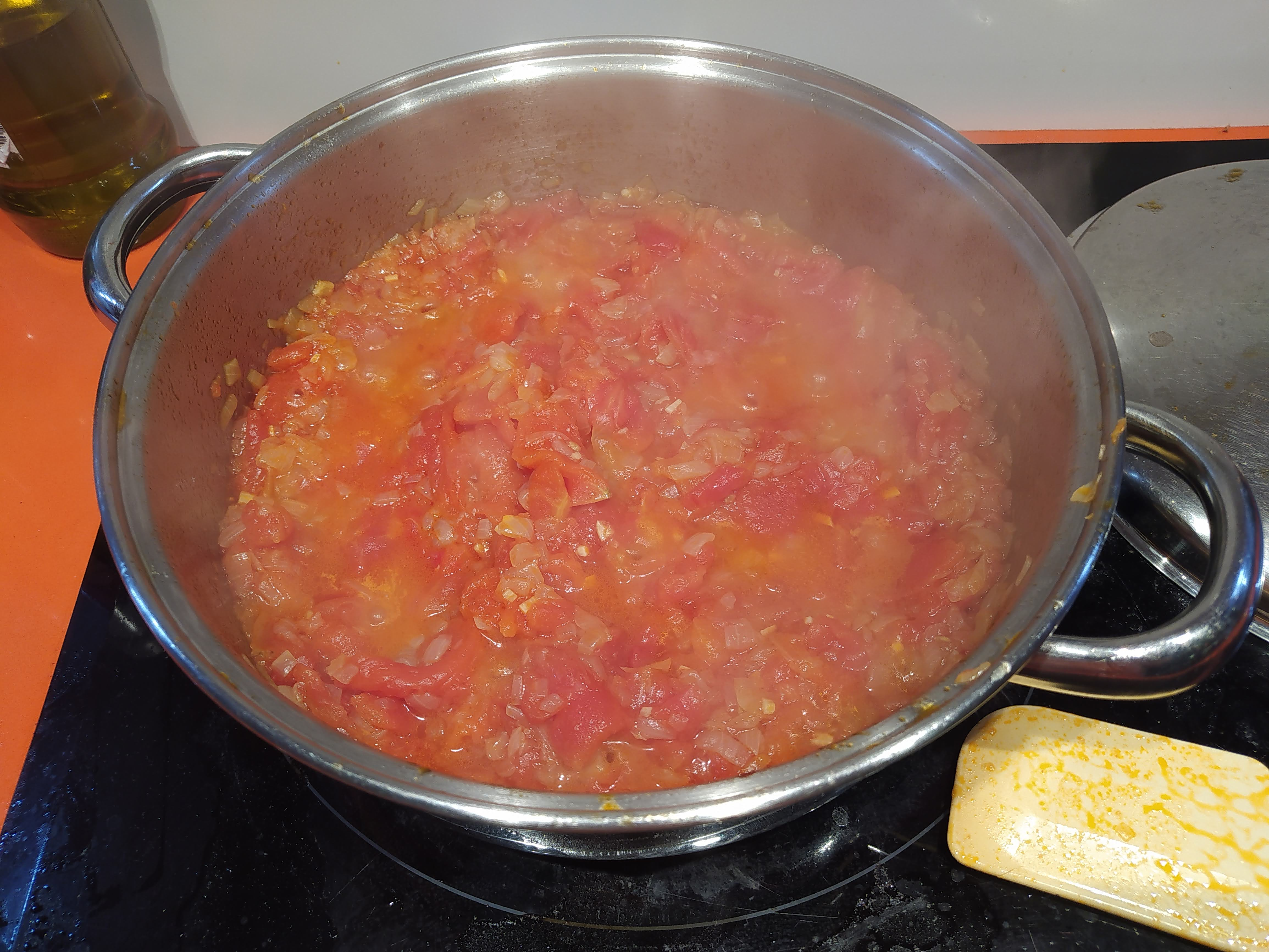
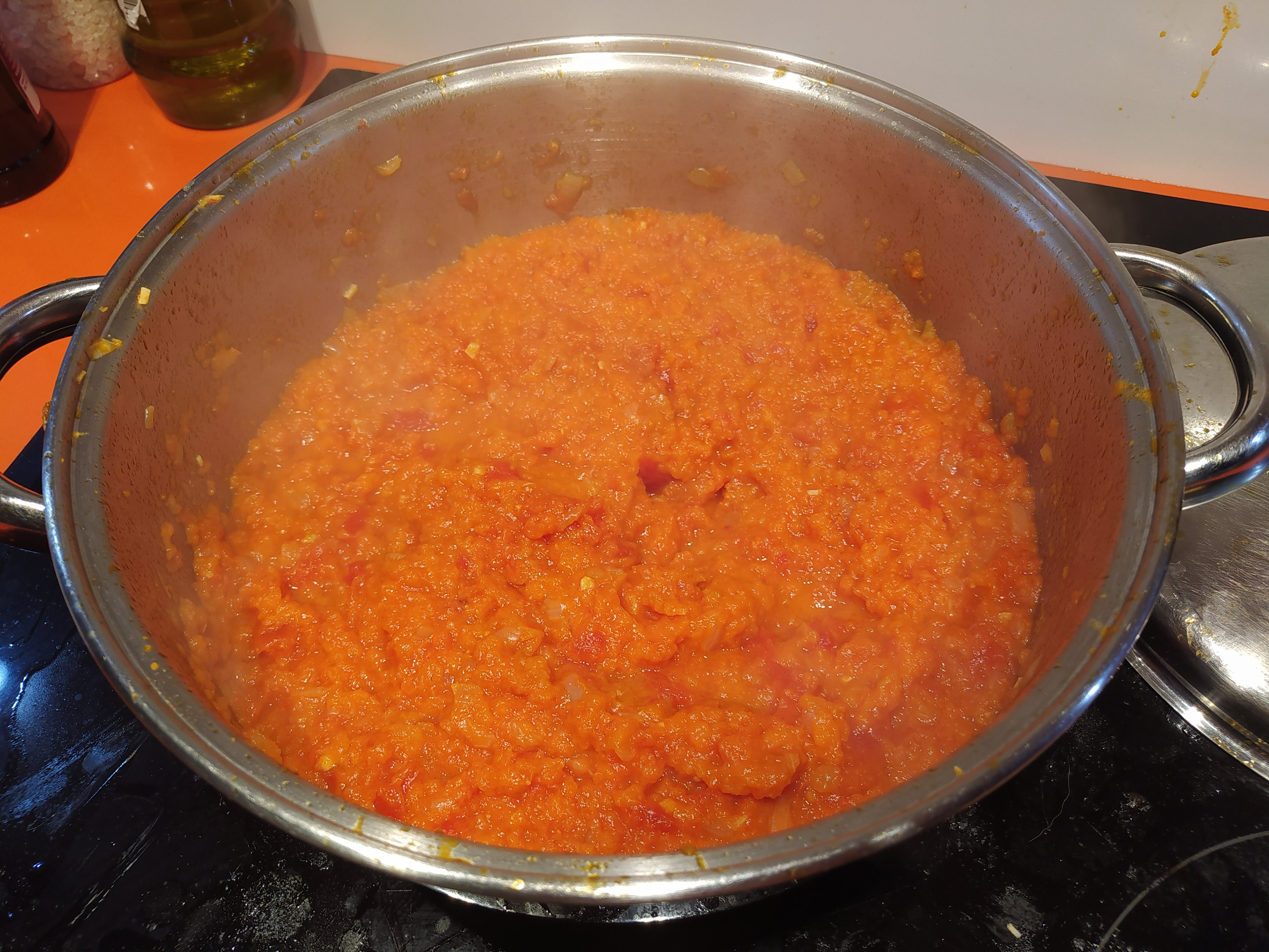

Se corrige de sal y se sirve.

### Envasado

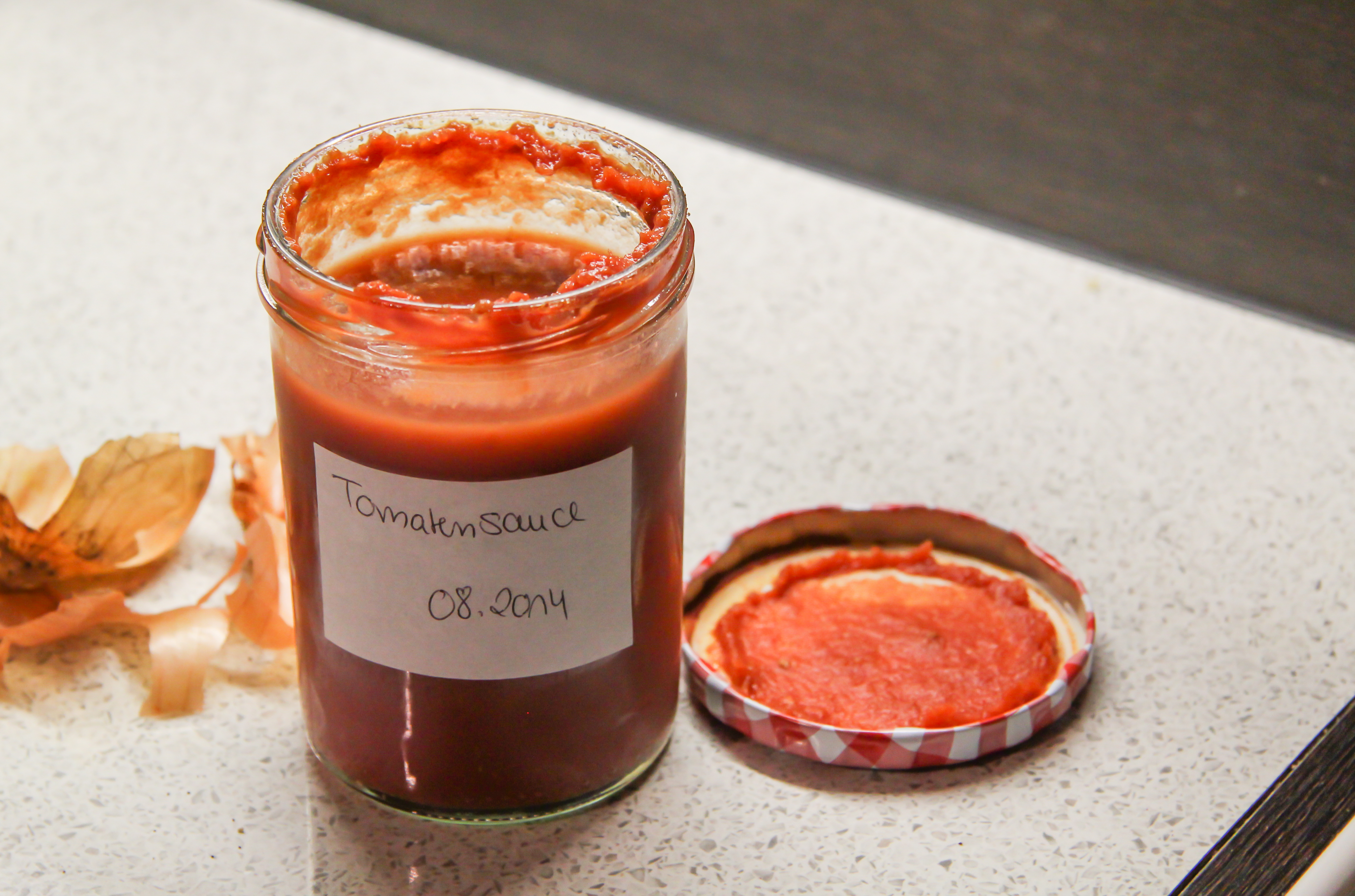
Salsa de tomate frita casera en tarro para su conservación.

Las amas de casa en España suelen freír grandes cantidades de salsa de tomate y envasarla en tarros. Para una correcta conservación, los tarros se llenan hasta el tope y se les agrega una fina capa de aceite superior. Esto consigue retrasar la fecha de caducidad, de cuatro días (sin tapar) a una semana. Otra técnica efectiva es poner los tarros cerrados a cocerse al baño maría, de manera que se esterliza la preparación y dura meses.
El tomate frito casero se puede congelar. En ese caso, los botes no se deben llenar hasta el tope. El chef Freixa hace cubitos helados de salsa de tomate para controlar la cantidad exacta de salsa que desea usar.

## Comercialización
El tomate frito se puede encontrar a la venta en la mayoría de supermercados de España en formato botella de vidrio o tetrabrik. La nutricionista española Gemma del Caño advierte que lo que se vende como tal, en realidad tomate mezclado: «El 'tomate frito' no está frito, está batido; es decir, es puré de tomate. Aparte se hace una fritura con cebolla y ajo que se retira luego. Finalmente, se mezcla ese tomate triturado con el aceite. Si quieres hacer tomate frito te lo tienes que hacer tú en casa».
El tomate frito comercializado se elabora a partir de pasta de tomate concentrada, no tomates naturales, lo que lo convierte en un ultraprocesado. Algunos envasados de tomate frito incluyen glutamato monosódico (E-621), que es un aditivo potenciador del sabor que provoca intolerancia en ciertas personas (síndrome del restaurante chino), además de gomas (como la xantana), usada como estabilizante, y ácido cítrico (E-330), usado como antioxidante y para reducir la acidez (pH). Otra costumbre es la de añadir azúcar, que en principio no es necesario porque el tomate ya contiene sus propios azúcares.
Esta situación se debe, en parte, a que el «tomate frito» como tal no está definido legalmente. Por todo esto, es recomendable freír el tomate en casa, ya que es una receta extremadamente sencilla de hacer.

## Platos con base de tomate frito
- Estofados y guisos de todo tipo para aportar sabor
- Albóndigas en tomate
- Huevos con tomate
- Fritada o fritá
- Fideuà, paella, arroz caldoso y otros guisos de arroz
- Empanadas de atún, cocas y otros panes
- Pechuga en tomate frito
- Boloñesa para macarrones, espaguetis, lasaña, etc.
- Pisto, alboronía, samfaina, ratatuí y demás mezclas de verdura
- Lentejas y otros potajes de legumbre
- Bacalao a la vizcaína
- Mejillones en salsa de tomate
- Huevos rellenos
- Arroz a la cubana
- Pasteles de carne, de pescado, de patata, etc.
- Sopa de verduras
- Pimientos rellenos
- etc.